# Chauliognathinae
Chauliognathinae es una subfamilia de coleópteros polífagos, perteneciente familia Cantharidae.

## Tribus
Está dividida en dos tribus principales:
- Chauliognathini
- Ichtyurini

## Listado de géneros

### Chauliognathini
- Belotus
- Chauliognathus

### Ichtyurini
- Ichtyurus
- Trypherus